# غاري لينن
غاري لينن هو محامي وسياسي كندي، ولد في 8 مايو 1957 في ترايل في كندا. حزبياً، نشط في حزب المحافظين الكندي. وقد انتخب عضو مجلس العموم الكندي وانتخب وزير الموارد الطبيعية ‏ وانتخب Minister of Sport and Persons with Disabilities ‏.